# 佘祥林案
佘祥林（1966年3月7日－），中国湖北省京山县雁门口镇人，原是当地派出所治安巡逻员，1994年，因“涉嫌杀害妻子”，于一审中被判处死刑。1998年，改判有期徒刑15年，事後女兒輟學、其母病故、親友為他上訪時曾被扣押，但2005年3月其“亡妻”突然出现，他被无罪释放。他披露當時因認罪被毆打了十日十夜，事件轟動中國大陸。

## 大事记
- 1994年4月11日，湖北省京山县雁门口镇吕冲村发现一具无名女尸。认定死者是佘祥林失踪的妻子。
- 1994年4月，以涉嫌故意杀害妻子为由，公安将佘拘留，并批准逮捕。
- 1994年10月13日，湖北省原荆州地区法院作出一审判决，佘祥林因犯故意杀人罪，被判处死刑，剥夺政治权利终身。
- 1995年1月10日，佘祥林上诉至湖北省高级人民法院，后来被撤销一审判决，将该案发回重审。
- 1998年6月15日，京山县法院以故意杀人罪判处佘祥林有期徒刑15年，剥夺政治权利5年。
- 1998年9月22日，湖北省荆门市中级法院驳回佘祥林上诉，维持原判，佘祥林随后在湖北沙洋监狱服刑。
- 2005年3月28日，佘祥林“死亡”11年的妻子突然出现。
- 2005年4月1日，佘祥林出狱。
- 2005年4月13日，京山县法院宣判佘祥林无罪。
- 2005年5月21日，案件民警潘余均被中共湖北省纪委的工作人员带走，並逾四日後被发现自缢于武汉市黄陂区的一个公墓，并在自缢处的墓碑留下“我冤枉”三字血书。
- 2005年10月底，因“杀妻”罪名蒙冤下狱11年的佘祥林及其家人，向国家提出1000万的赔偿，最终累计获得70余万元国家赔偿。